# Otto Kaiser (Forstmann)

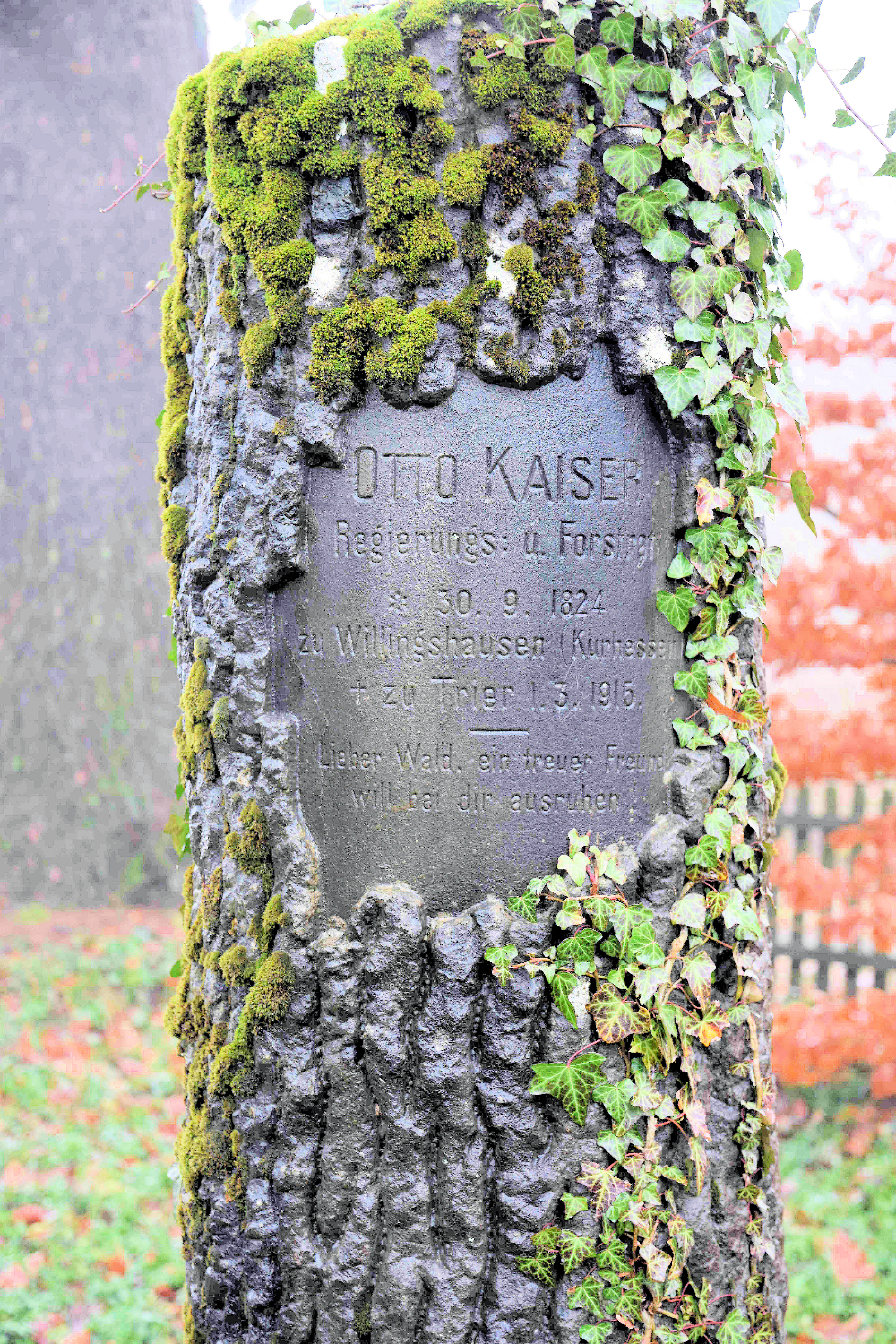
Gedenkstein für Otto Kaiser am Parkplatz Idarwald

Otto Kaiser (* 30. September 1824 in Willingshausen; † 1. März 1915 in Trier) war ein deutscher Forstmann. Er gilt als Wegbereiter der modernen Forsteinrichtung. Er beobachtete die Natur stets genau und versuchte schon früh eine ausgeklügelte, nachhaltige Raumordnung des Waldes durchzuführen.

## Leben
Kaiser war der Sohn von Carl Kaiser, nassauischer Oberförster in Bad Ems, und Sophie Wilhemine Kaiser geb. Kempf (* 1800). Er war verheiratet mit Hermine Chelius, aus der Ehe gingen ein Sohn und zwei Töchter hervor.
Kaiser besuchte das Gymnasium in Koblenz. Nach dem Abitur schloss er zunächst eine praktische Forstlehre ab und studierte danach am Polytechnikum in Karlsruhe. Nach dem Abschluss des Studiums trat er in den nassauischen Forstdienst ein, wirkte vorübergehend aber auch als Akzessist einer Oberförsterei. Nach der Eingliederung Nassaus nach Preußen wurde er von der preußischen Forstverwaltung übernommen. Kaiser war seinerzeit maßgeblich daran beteiligt, die Forsteinrichtung in die uns heute bekannte Form zu entwickeln. Seit 1854 arbeitete Kaiser auch in der trigonometrischen Landesaufnahme des Herzogtums Hessen.
1859 wurde Kaiser die Verwaltung der Oberförsterei Brandoberndorf übertragen, und 1866 wurde er Oberförster in Montabaur. 1870 wurde er zum „Taxations-Revisionskomissarius“ berufen und war für die Errichtung eines 13.000 ha großes Waldes um Biedenkopf-Battenberg verantwortlich. Ähnliche Arbeiten wurden ihm in den Bezirken Kassel und Wiesbaden übertragen. 1874 wurde Kaiser zum Forstrat befördert. Sein Amtssitz war jetzt Kassel.
Zehn Jahre später wechselte Kaiser 1884 in den Regierungsbezirk Trier, wo er nun für den Hochwald zuständig war. Bis 1900 richtete er hier großen Flächen neuen Staatswaldes ein. Auch an der Einrichtung einer 60.000 ha großen Flächen im Kreis Eupen bei Aachen war er beteiligt. Zudem entstanden zu seiner Zeit auch viele Gemeindewälder im Hunsrück und in der Eifel.
Kaiser trat erst mit 77 Jahren in den Ruhestand. Noch mit 85 Jahren ging er jedoch auf Pirsch.
Im Herzen des Idarwaldes baute sich Kaiser eine Wohnhütte, die heute unter dem Namen „OK-Hütte“ bekannt ist. Bautechnisch handelt es sich bei der OK-Hütte um ein geräumiges Fachwerkhaus. Das Bauwerk befand sich an der Bundesstraße 269 von Morbach nach Birkenfeld, wurde aber bereits vor Juli 2011 abgerissen. Heute befindet sich an der Stelle der Hütte der historische Gedenkstein für Otto Kaiser. Dessen Text lautet: „Otto Kaiser / Regierungs: u. Forstrat / * 30. 9. 1824 / zu Willingshausen (Kurhessen) / † zu Trier 1. 3. 1915. / Lieber Wald. ein treuer Freund / will bei dir ausruhen !“
Neben der ehemaligen Hütte wurde an der B 269 der Parkplatz „Idarwald“ angelegt, der im Winter als Ausgangspunkt für Langlauf-Touren und im Sommer für Wanderungen in den Hoch- und Idarwald dient.
Nach Otto Kaiser ist der sog. „Kaiserweg“ benannt, ein Wanderweg, der an der St. Michaels-Kapelle in Taben-Rodt (Landkreis Trier-Saarburg, Rheinland-Pfalz) beginnt und durch das Naturschutzgebiet Tabener Urwald mit spektakulären Steilhängen oberhalb der Saar bis an den Bahnhof in Mettlach (Landkreis Merzig-Wadern, Saarland) führt. Dieser Weg wurde im Jahr 1912 von Otto Kaiser geplant.

## Werke
- Beiträge zur Pflege der Bodenwirthschaft mit besonderer Rücksicht auf die Wasserstandsfrage. Springer, Berlin & Heidelberg 1883. (online bei Google Books, online bei Springer)
- Die wirthschaftliche Einteilung der Forsten mit besonderer Berücksichtigung des Gebirges in Verbindung mit der Wegenetzlegung. Springer, Berlin & Heidelberg 1902. (online bei Google Books, online bei Springer)
- Der Ausbau der wirtschaftlichen Einteilung des Wege- und Schneisennetzes im Walde. Springer, Berlin 1904. (online bei Google Books, online bei Springer)

## Auszeichnungen
Kaiser erhielt unter anderem den Kronenorden II. Klasse, Roten Adlerorden III. Klasse und mehrere luxemburgische Orden.